# Pseudomacrochiron ornatum
Pseudomacrochiron ornatum is een eenoogkreeftjessoort uit de familie van de Macrochironidae. De wetenschappelijke naam van de soort is voor het eerst geldig gepubliceerd in 1952 door Krishnaswamy.